# Prestation d'accompagnement de mise en situation de salariés en indemnités journalières
 (juillet 2025).
La prestation d'accompagnement de mise en situation de salariés en indemnités journalières, ou presij, est un mécanisme destiné à aider un travailleur salarié en arrêt maladie ou de travail à retrouver un poste adapté dans son entreprise en France.
Tout en continuant à toucher ses indemnités journalières (IJ), le salarié effectue des périodes dans l'entreprise afin de faciliter son retour à l'emploi. Cela peut s'accompagner d'une adaptation du poste ou d'un changement de poste. Ces périodes ont une durée cumulée de 160 h sur 4 mois.
Ce mécanisme intervient lorsque le médecin du travail détermine une inaptitude à l'emploi et donc une nécessité de reclassement ou d'adaptation du poste. Cela concerne en général un arrêt supérieur à trois semaines pour une maladie, ou supérieur à huit jours pour un accident du travail, puisqu'il y a alors une visite médicale obligatoire de pré-reprise. Le but de ce mécanisme est d'anticiper le retour à l'emploi, et de mettre en jeu de manière précoce les acteurs du maintien à l'emploi (salarié, médecin du travail, Carsat, MDPH, AGEFIPH, SAMETH…).